# Galeria do Fanal
Galeria do Fanal é uma gruta vulcânica localizada na freguesia de São Pedro, concelho de Angra do Heroísmo, ilha Terceira, arquipélago dos Açores.
Esta cavidade apresenta uma geomorfologia de origem vulcânica em forma de tubo de lava localizada em arriba.